# 兰干亭
兰干亭（1918年4月22日—1987年4月6日），原名兰荣棠，曾用笔名洛兰、劳兰、文山、尚水、张沛、一知，男，山东招远人，中华人民共和国政治人物，曾任吉林省革命委员会副主任，中共吉林省委副书记，中共安徽省委副书记。